# Самолетна катастрофа край Смоленск
Самолетната катастрофа край Смоленск става на 10 април 2010 г.: самолет Ту-154М на полските военновъздушни сили се удря в земята край град Смоленск, Русия, при което загиват всичките 96 души на борда.
Сред загиналите са полският президент Лех Качински и неговата съпруга, Ришард Качоровски (президент в изгнание на Втората полска република в периода 1989 – 1990 г.), високопоставени полски военни, управителят на полската централна банка Славомир Скшипек, заместник-министър на външните работи, правителствени лица, 12 депутати от полския парламент, старши представители на полското духовенство и роднини на жертвите от Катинското клане.
Катастрофата става в 10.50 ч. московско време. Официалната полска делегация тръгва от Варшава, за да участва в отдаване почит по случай 70-годишнината от извършеното в района на Смоленск Катинско клане.
Причината за катастрофата се разследва. Според предварителни данни, пилотът прави опит да се приземи, на летището в бившата военна база край Смоленск, в гъста мъгла. Самолетът се оказва твърде ниско при захода към пистата. Той закачва върховете на дърветата, преобръща се, удря се в земята и се разпада на 200 м от пистата в гориста местност. На 1 юни 2010 г. полският министър-председател публикува пълна разпечатка на последните 39 минути на записа от пилотската кабина.

## Разследване
В рамките на един час след катастрофата президентът на Русия Дмитрий Медведев обявява създаването на специална комисия за разследване на инцидента под надзора на министър-председателя Владимир Путин. Разследващият комитет на главния прокурор на Русия започва наказателно дело в съответствие с „нарушение на правилата за безопасност“ според руския наказателен кодекс. Путин и Медведев обещават на полския министър-председател Доналд Туск, че ще работят в тясно сътрудничество с Полша в разследването на катастрофата.
Водещата първоначална версия за катастрофата е неизправност в лявото крило на самолета, съветско производство, модел Ту-154. Другите две водещи версии показват като евентуални причини за катастрофата мъглата, която в тази област е обичайно явление през пролетта и есента, или пилотска грешка.
В ранната вечер на 10 април двете черни кутии биват намерени невредими на мястото на катастрофата, което е потвърдено от руския министър на извънредните ситуации Сергей Шойгу. Същата вечер е съобщено, че записите потвърждават, че пилотът е правил опити за приземяване въпреки препоръките на ръководителите на въздушния трафик.
Предварителните данни показват, че самолетът е ударил върховете на дърветата, докато е правил заход към летището при ниска видимост. Съобщението е направено от агенция ИТАР-ТАСС, цитирайки Марина Гриднева, длъжностно лице в кабинета на руската главна прокуратура.
На 11 април следователи заявяват, че са проучени отново записите на черната кутия и потвърждават, че не е имало технически проблеми със самолета, отхвърляйки първоначалните теории, че 20-годишната машина е причина за трагедията. Алексей Гусев, генерален директор на фабриката Авиакор, заявява, че трите двигателя на самолета са били ремонтирани и техниците са инспектирали електронното и навигационното оборудване. Той заявява също така, че няма съмнения относно летателната годност на самолета.

## Окончателен международен доклад за причините за катастрофата
Близо 9 месеца след самолетната катастрофа, Междудържавният авиационен комитет на Русия (МАК) с участието на чуждестранни и полски представител в него излиза с окончателния си доклад за причините предизвикали катастрофата. Основната причина е оказаният психологически натиск върху екипажа – в пилотската кабина на самолета се е намирал главнокомандващ ВВС на Полша генерал Анджей Блашик. В кръвта му е открит алкохол в концентрация от 0.6‰. За психологическото натоварване на екипажа е допринесло и присъствието на шефа на президентския протокол в кабината. Присъствието на странични лица до пилотите е било в разрез с т.нар. принцип на чистата кабина. Вследствие на този натиск, екипажът не взема адекватно решение да насочи самолета към резервно летище, поради гъстата мъгла над Смоленск.
Отделно от психологическия натиск, пилотът на самолета над половин година не бил извършвал кацания в трудни метеорологични условия, а екипажът е демонстрирал „недостатъчно равнище на професионална подготовка“, което от субективна страна в съчетание с оказания психологически натиск е оказало пагубно влияние за да се стигне до трагичната развръзка. Самолетът Ту-154М е бил технически изправен при излитането от Варшава, а освен това е бил изцяло обновен и модернизиран.
Следствие от взетото неадекватно решение за приземяване в Смоленск от екипажа, самолетът е кацал при невидими наземни ориентири, а и екипажът не е реагирал адекватно, когато се е задействала системата за ранно предупреждение. Автопилотът е останал включен, вместо да бъде избран режим на ръчно приземяване, и през последните минути от полета самолетът се е снижавал с вертикална скорост 8 метра в секунда – двойно повече от допустимото, отбелязва в заключението си експертната комисия за установяване на причините за катастрофата. Полските забележки по работната верся на доклада са били свързани с установяването на виновниците, „което не е от компетенцията на МАК“.

## Полската реакция на окончателния доклад
Полската реакция на окончателния доклад е очаквано емоционална. Братът на загиналия полски президент Лех Качински – Ярослав Качински охарактеризира доклада като оскърбление за Полша. Според него, докладът е едностранен и в него липсват доказателства за направените изводи и заключения в окончателния доклад. Акредитираният в МАК представител на Полша полковник Едмунд Клих възлага голяма част от вината върху полската страна, но обвинява и руските авиодиспечери. „Съгласен съм, че по-голямата част от вината е на Полша“, твърди полският експерт в интервю за руски журналисти. В същото време обаче отбелязва, че за катастрофата може да е допринесла и неточна информация, постъпила от контролната кула.